# Pseudatteria fumipennis
Pseudatteria fumipennis es una especie de polilla del género Pseudatteria, familia Tortricidae.
Fue descrita científicamente por Dognin en 1904.